# الأميرة تاتيانا ألكسندروفنا يوسوبوفا
الأميرة تاتيانا ألكسندروفنا يوسوبوفا (بالروسية: Татьяна Александровна Юсупова؛ 29 يونيو 1829 — 14 يناير 1879) كانت نبيلة روسية ووصيفة الإمبراطورة ألكسندرا فيودوروفنا، من البلاط الإمبراطوري لروسيا. كانت الكونتيسة ريبيوبيير وزوجة أحد أغنى ملاك الأراضي نيكولاي بوريسوفيتش يوسوبوف [Юсупов, Николай Борисович (младший)].